# Strada statale 16 var Variante di Alfonsine
La strada statale 16 var Variante di Alfonsine (SS 16 var) è una strada statale italiana dell'Emilia-Romagna, parte del futuro itinerario a scorrimento veloce tra Ferrara e Ravenna.

## Descrizione
La strada si innesta con due rotatorie sulla strada statale 16 Adriatica evitando l'attraversamento del centro abitato di Alfonsine.

### Tabella percorso
| Variante di Alfonsine |                                             |      |           |
| Tipo                  | Indicazione                                 | ↓km↓ | Provincia |
|                       | Adriatica                                   | 0,0  | RA        |
|                       | Variante per Argenta, Ferrara (in progetto) | 0,6  | RA        |
|                       | per Alfonsine                               | 5,1  | RA        |
|                       | Adriatica                                   | 8,6  | RA        |